# 穆利諾耶湖
穆利諾耶湖是白俄羅斯的湖泊，位於該國西南部的雅瑟達河流域，由布列斯特州負責管轄，長0.9公里、寬0.8公里，面積0.51平方公里，平均水深4.8米，最大水深21米。